# Шилівка (Решетилівська міська громада)
Ши́лівка — село в Україні, у Решетилівській міській громаді Полтавського району Полтавської області. Населення становить 443 осіб. До 2020 року орган місцевого самоврядування — Шилівська сільська рада.

## Географія
Село Шилівка розташоване за 72 км від обласного та районного центру, на лівому березі річки Псел, в місці впадання річки Саврай, нижче за течією на відстані 4 км розташоване село Паненки, на протилежному березі — село Підгір'я. Річка в цьому місці звивиста, утворює лимани, стариці та заболочені озера.

## Історія
За переказами село Шилівка заснована козаком Шило наприкінці 1666 року. Козаки на прізвище Шило знані за Реєстром Війська Запорозького 1649 року.
Вперше Шилівка у писемних джерелах згадується у Малоросійських Переписних книгах 1666 року, як село у складі Остап'євської сотні Миргородського полку.
Станом на 1859 рік у козацькому селі Хорольського повіту Полтавської губернії мешкало 1370 особи (634 чоловічої статі та 736 — жіночої), налічувалось 173 дворових господарства, існувала православна церква.
Станом на 1885 рік у колишньому власницькому селі Калениківської волості мешкало 1300 осіб, налічувалось 189 дворових господарств, існували православна церква, постоялий будинок, 2 кузні, 20 вітряних млинів.
За переписом 1897 року кількість мешканців зросла до 1388 осіб (701 чоловічої статі та 687 — жіночої), з яких 1386 — православної віри.
Під час організованого радянською владою Голодомору 1932—1933 років померло щонайменше 697 жителів села.
У Незалежній України
12 червня 2020 року, відповідно до розпорядження Кабінету Міністрів України № 721-р «Про визначення адміністративних центрів та затвердження територій територіальних громад Полтавської області», село увійшло до складу Решетилівської міської громади.
19 липня 2020 року, в результаті адміністративно — територіальної реформи та ліквідації Решетилівського району, село увійшло до складу новоутвореного Полтавського району Полтавської області.

## Економіка
- ПП «Колос».
- База відпочинку «Тепловозоремонтник» (ПТРЗ).

## Об'єкти соціальної сфери
- Школа І—ІІ ступенів.
- Будинок культури.

## Персоналії
Уродженці села:
- Арендаренко Іван Іванович (1921—2013) — Герой Радянського Союзу[7].
- Мегелик Дмитро Тихонович (1924—1985) — український письменник, журналіст.
- Плахтій Вадим Олександрович — український військовик, учасник російсько-української війни[8]